# Fuchibotulus haddadi
Espèce
Fuchibotulus haddadi est une espèce d'araignées aranéomorphes de la famille des Trachelidae.

## Distribution
Cette espèce est endémique du Cap-Oriental en Afrique du Sud,.

## Description
Les femelles mesurent de 2,89 à 3,37 mm.

## Étymologie
Cette espèce est nommée en l'honneur de Charles R. Haddad.

## Publication originale
- Lyle, 2013 : A new species of the tracheline genus Fuchibotulus Haddad & Lyle, 2008 (Araneae: Corinnidae). African Invertebrates, vol. 54, no 1, p. 245-249.